# Demogorgone (Dungeons & Dragons)
Nel gioco di ruolo fantasy Dungeons & Dragons, il Demogorgone è un potente Signore dei Demoni. È anche conosciuto con il nome di "Principe dei demoni", un titolo che si è attribuito esso stesso in virtù del suo potere e utilizzato sia da mortali che dai suoi seguaci demoniaci. Il Demogorgone è stato anche nominato come uno dei più grandi cattivi nella storia di D&D dalla rivista Dragon.

## Origini
Si suppone che la creazione del Demogorgone sia basata sull'omonimo dio pagano o demone, citato per la prima volta da alcuni studiosi cristiani come un essere il cui nome stesso era indicibile. Una creatura chiamata Demogorgone appare anche nell'Orlando Furioso di Ludovico Ariosto, nella Regina delle Fate di Edmund Spenser e nel Prometeo liberato di Percy Bysshe Shelley, sebbene l'aspetto e la storia del Demogorgone di D&D non facciano riferimento ad alcuna di queste fonti.

## Il Demogorgone nei media

### Film e Televisione
Nella serie Netflix del 2016 Stranger Things, l'antagonista che attacca i protagonisti dalla dimensione del "Sottosopra" viene battezzato Demogorgone da Mike e i suoi amici, poiché i ragazzini avevano incluso questo demone nella loro campagna di Dungeons & Dragons nei precedenti episodi della prima stagione.